# Ромска женска мрежа
Ромска женска мрежа, основана 2004. године, је неформална мрежа која окупља преко тридесет женских ромских организација и иницијатива на територији Републике Србије. Кроз феминистичко деловање Ромска женска мрежа ради на остваривању своје визије: равноправно и активно учешће Ромкиња у свим аспектима друштвеног живота.

## Историјат
Ромска женска мрежа наставља традицију организовања у циљу очувања идентитета где жене играју пресудну улогу у интеграцији ромске заједнице, преко првог неформалног певачког друштва у Нишу,  фолклорних друштава, учешћа у антифашистичкој борби и антифашистичком покрету жена до деведесетих година када је женски ромски активизам скренуо пажњу на статус маргинализованих група због чега је у појмовник људских права уведен појам „двострука дискриминација“ који се односи на родну и расну дицкриминацију. 
Крајем деведесетих година двадесетог века, друштво у Србији је било спремно за промену и у тој клими почињу да се организују прва ромска удружења широм Србије: Женски простор у Нишу 1997, Ромски женски центар Бибија у Београду 1998, Ромски информативни центар у Крагујецву 2000. Следи формирање Млади истраживачи Роми Нове Пазове а касније Жабља, Удружење Ромкиња Амарилис и Унија ромских студената у Новом Саду, Хуманитарно удружење Рома у Нишу, Састипе у Врању, Дукат у Крушевцу, Центар за младе у Ваљеву.
Оснивачки састанак Ромске женске мреже организовао је Ромски женски центар Билија, 2. и 3 . 2004. године. На том скупу 14 ромских активисткиња су направиле оквиран стратешки план и договориле начине међусобне подршке. 

## Опсег деловања и пројекти
Ромска женска мрежа делује у интересу Ромкиња у областима људских права, унапређења здравља и образовања, запошљавања, становања, борбе против насиља над женама и трговине жена, спречавања малолетничких и уговорених бракова као и партиципације ромкиња у државним институцијама и политичком одлучивању. Ово удружење прати и креира јавне политике и сензибилише и едукује државне органе и јавност. 

### Најзначајнији пројекти
Пројекат „Дечији брак није ромска традиција“ покренут је 2021. године и спроведен је у 30 градова и општина Србије. Пројекат је обухватио опсежно истраживање о распрострањености дечијих бракова у ромској заједници као и 60 радионица које су се фокусирале на права и обавезе у партнерским односима и информисање младих узраста од 12 до 18 година. Овај пројекат је покренуо тему одговорности у широј друштвеној заједници као и доносиоца одлука. Удружење је заокружило овај рад израдом и слањем Иницијативе за допуну закона о сицијалној заштити Министарству правде, просвете и здравља као и кампањом „Дечији брак није ромска традиција“ у оквиру међународне кампање „16 дана активизма против насиља над женама“.
Пројекат и истраживање „Укљученост, трендови и политике запошљавања Ромкиња у Републици Србији“ које је спровела и објавила Вера Куртић реализовано је 2021. године и бавило се израдом програма за унапређење запошљавања Ромкиња и учинком тих програма на реалне животе жена ромске заједнице и кршења радних права. Ромска женска мрежа је остварила формалну сарадњу за Националном службом за запошљавање у циљу економског оснаживања Рома и Ромкиња који, иако је Република Србија израдила низ стратегија, и даље имају отежан проступ тржишту рада.  
Ромска женска мрежа је 2023. године формирала радну групу „Храбра и самостална“ на предлог Иницијативе ромских студенткиња и реализовала тренинг „Рани бракови и наша брига“ како би мобилисала Ромску и ширу јавност у решавање проблема малолетничких бракова који за најчешћи узрок имају сиромаштво и култ невиности. Ову групу су чиниле десет студенткиња и високообразованих Ромкиња и њихово деловање је било усмерено на објашњавање контекста у коме се дешавају малолетнички бракови, упознавање са инситуционалним и законским механизмима за борбу против дечијих бракова у Србији, пружање подршке девојчицама којима дечији брак и неадекватна реакција институција нарушава и онемогућава права загарантована домаћим и ратификованим међународним документима. 
У оквиру кампање „Месец ромског женског активизма“, 2023. године је настао филм „Мој пут/Moro Drom“ ауторке Џенет Коко.
Године 2024. Ромска женска мрежа објављује документ ауторке Гордане Стевановић Говедарице „Примери добре праксе у борби против дечијих бракова – девојке које се нису удале пре 18. године“ и 2025 године „Анализа студије случаја – утицај дечијих, раних и принудних бракова на репродуктивно и сексуално здравље Ромкиња“ исте ауторке. Оба документа аналитички и проактивно приступају проблему дечијих и уговорених бракова са становишта домаћих и међународних правно-нормативних оквира, истраживања и студија случаја.